# Август
А́вгуст (лат. augustus — «месяц Октавиана Августа», дословно — «божественный», «величественный») — восьмой месяц года в юлианском и григорианском календарях, шестой месяц староримского года, начинавшегося до реформы Юлия Цезаря с марта. Один из семи месяцев длиной в 31 день. В Северном полушарии Земли является последним, третьим месяцем лета, в Южном — последним, третьим месяцем зимы. В современную эпоху до 10 августа по григорианскому календарю солнце стоит в созвездии Рака, с 10 августа — в созвездии Льва (по другим данным — 11 августа).

## Статистика и описание

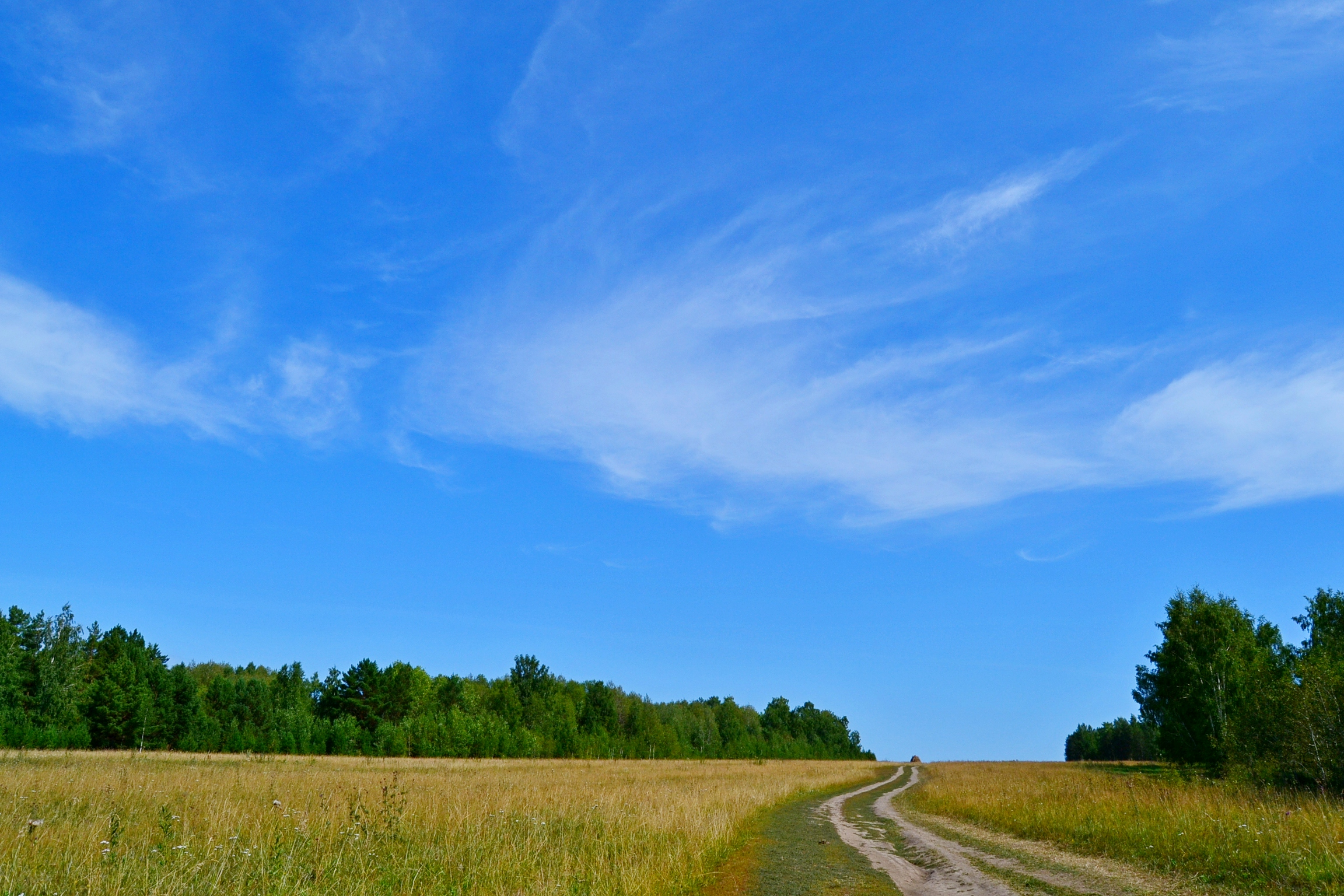
Август в Западной Сибири

В средней полосе России для августа характерно сочетание летнего тепла и даже жары с первыми приметами осени: например, становится заметным сокращение светового дня. Также становятся прохладными ночи, начинает остывать вода в реках и озёрах. Среднесуточная температура снижается с +18 °С в начале месяца (1 августа в Москве по статистике является одним из самых тёплых дней года) до +14 °С в конце; последняя пятидневка августа по климатическим нормам является началом осени. Самая низкая среднемесячная температура августа в Подмосковье (+12,4 °С) отмечена в 1884 году. Самый ранний заморозок в воздухе зафиксирован 11 августа (1939), самый ранний заморозок на почве — 25 августа (1921, в то лето вторая половина оказалась заметно прохладней первой). Среднее количество осадков — 68 мм, с колебаниями от 1 мм (1938) до 151 мм (1918).
В августе заканчивают уборку озимой ржи и ячменя, засевают поля озимой рожью. Проводят сбор смородины, крыжовника, малины, убирают лук и чеснок, повторно высевают скороспелые зеленные культуры. Поспевают летние сорта яблок, ежевика и лесные орехи, появляются опята. Плаун образует споры (применялись в пиротехнике). Увядает ботва картофеля.
В средней полосе России август — начало отлёта некоторых птиц: иволга, стриж, соловей. Многие птицы линяют. Уж откладывает яйца.

## История и этимология

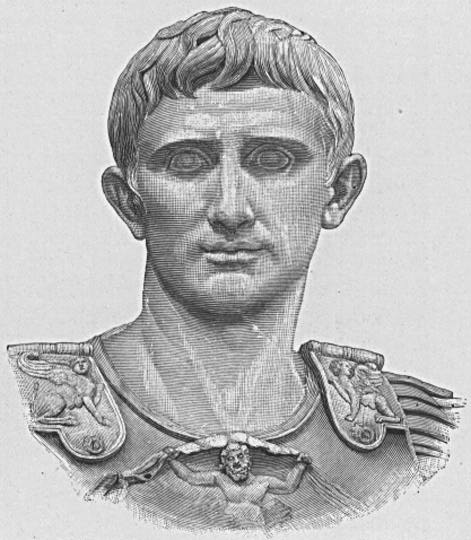
Октавиан Август

Первоначально месяц назывался «секстилий» (от лат. Sextilis — шестой) и содержал 29 дней. Юлий Цезарь, реформируя римский календарь, добавил ещё два дня в 45 г. до нашей эры, придав ему современный вид, длиной в 31 день.
Настоящее своё название август получил в честь римского императора Октавиана Августа, именем которого, в 8 г. до н. э. римский сенат назвал месяц, особенно счастливый в жизни императора. По Senatus consultum, который цитирует Макробий, Октавиан выбрал для себя этот месяц, потому что на него приходились несколько его великих побед, в том числе завоевание Египта. Подобного рода честь была ещё раньше оказана сенатом Юлию Цезарю, по имени которого месяц «квинтилий» (от лат. Quintilis — пятый) переименован в «июль» (лат. Iulius).
По распространённой легенде (введённой в обиход учёным XIII века Иоанном Сакробоско), первоначально «секстилий», якобы, состоял из 30 дней, но Октавиан Август увеличил его до 31 дня, чтобы он не был короче месяца, названного в честь Юлия Цезаря, а у февраля отнял один день, из-за чего тот и имеет в обычные годы только лишь 28 дней. Однако, существует множество доказательств, опровергающих эту теорию. В частности, она не согласуется с протяжённостью сезонов, приведённых Варроном, писавшем в 37 г. до н. э., до предполагаемой реформы Октавиана, 31-дневный секстилий записан в египетском папирусе с 24 г. до н. э., а 28-дневный февраль показан в календаре Fasti Caeretani, который датируется временем до 12 г. до н. э.
Исторические европейские названия августа включают его древнегерманское обозначение Erntemonat («месяц урожая»). В древнерусском календаре (до утверждения христианства) месяц назывался зарев (от холодных зорь по утрам), также серпень (оканчивалась жатва), в народных месяцесловах также — густоед, разносол, хлебосол, жнивень, припасиха-собериха, венец лета, ленорост, межняк. Название месяца «август» перешло на Русь из Византии.
Ирландцы, ещё в начале XX века, первого августа проводили «проводы лета» по традиции, идущей от кельтского праздника Брон Трограйн (в Ирландии — Лугнасад), а август считали первым осенним месяцем.
На севере России в древности назывался Зарев.

## На других языках

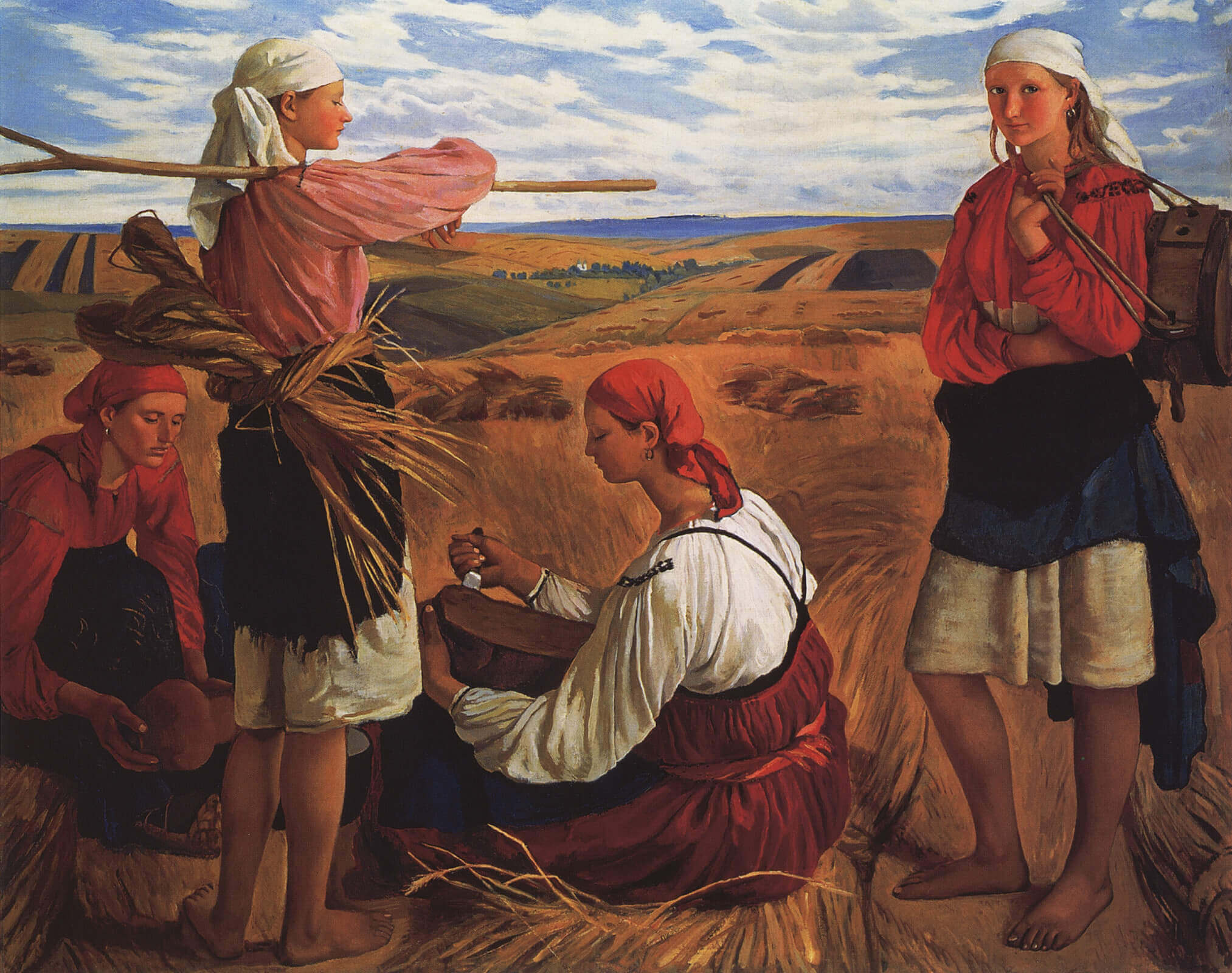
«Жатва» (картина З. Е. Серебряковой, 1915 г.)

В большинстве языков мира название августа соответствует латинской традиции. Однако есть несколько исключений.
На тюркских языках месяц называется Тамыз/Tamyz (время разжигания костров) или по-арабски — Сүмбіле/Sumbile (по названию звезды Сириус). На персидском языке месяц называется Мо́рдад (вечная жизнь, бессмертие). На финском языке месяц называется elokuu («месяц хлеба»), от слова elo — «жизнь, хлеб, зерно», в этом месяце заканчивалась уборка урожая с полей. О жатве свидетельствуют и названия августа в славянских языках: украинский — серпень, польский — sierpień, чешский — srpen, от слова «серп». В белорусском языке — жнівень, от слова «жать». На хорватском языке август называется kolovoz, (сродни болгарскому слову коловоз — «колея»), так как в этом месяце массово вывозили урожай с пожатых полей. На литовском языке называется rugpjūtis («жатва ржи») от слов: rugis — «рожь», pjūtis — «жатва».
Ирландское наименование месяца, An Lúnasa, происходит от имени бога Луга.
В современных китайском, корейском, вьетнамском и японском языках август обозначен как «восьмой месяц». В древнем японском лунном календаре месяц, близкий августу (и позднее с ним ассоциированный), назывался Хадзуки (叶月) — «месяц листьев».
В тайском языке месяц называется Синг-ха-Ком (สิงหาคม), от слова сингха — «лев».

## Международные дни
- 9 августа — Международный день коренных народов мира
- 12 августа — Международный день молодёжи
- 19 августа — Всемирный день гуманитарной помощи
- 21 августа — Международный день памяти и поминовения жертв терроризма
- 22 августа — Международный день памяти жертв актов насилия на основе религии или убеждений
- 23 августа — Международный день памяти о работорговле и её ликвидации (ЮНЕСКО)
- 29 августа — Международный день действий против ядерных испытаний
- 30 августа — Международный день жертв насильственных исчезновений

## Праздники

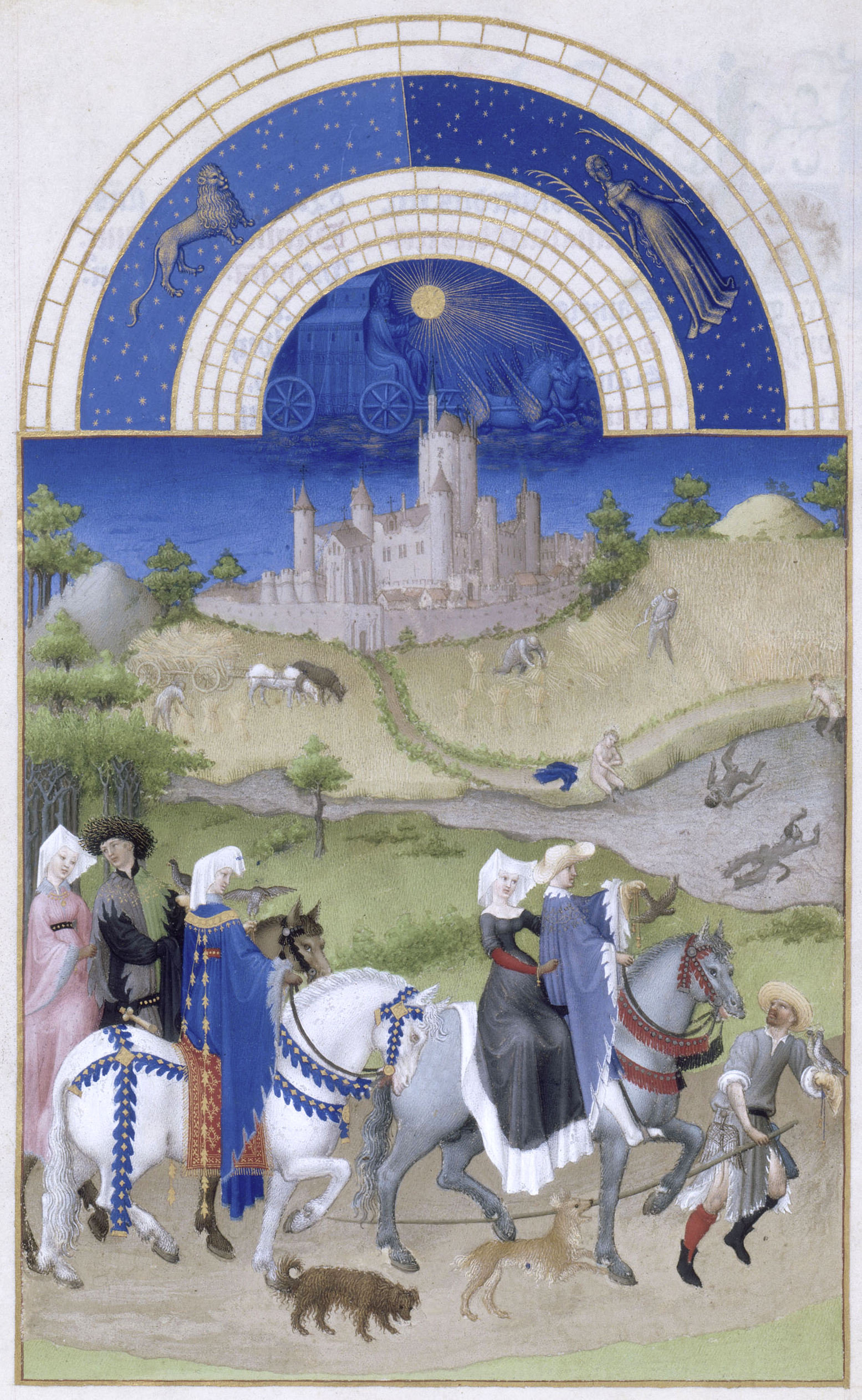
«Август» (Великолепный часослов герцога Беррийского, 1410—1490-е)

- 1 августа — День инкассатора в России; День тыла Вооружённых сил Российской Федерации; День памяти жертв Первой мировой войны.
- 2 августа — День воздушно-десантных войск в России
- 6 августа — День железнодорожных войск в России; Всемирный день борьбы за запрещение ядерного оружия (в память об атомных бомбардировках Хиросимы и Нагасаки).
- 9 августа — День воинской славы России — в честь первой победы русского флота (произошла 7 августа 1714 года).
- 12 августа — День военно-воздушных сил России.
- 13 августа — Всемирный День левшей.
- 22 августа — День Государственного флага Российской Федерации.
- 23 августа — День воинской славы России — Курская битва.
- 27 августа — День Российского кино.

### Религиозные
- 2 августа — Ильин день у православных.
- 14 августа — Происхождение (изнесение) честных древ Животворящего Креста Господня (Медовый Спас — в народе) у православных христиан.
- 19 августа — Преображение Господне (Яблочный Спас — в народе) у христиан.
- 28 августа — Успение Пресвятой Богородицы у православных христиан.
- 29 августа — перенесение из Эдессы в Константинополь Нерукотворного Образа Господа нашего Иисуса Христа (Третий Спас, Ореховый Спас, Хлебный Спас — в народе) — у православных христиан.

### Советские
- 2 августа — День воздушно-десантных войск СССР.
- 18 августа — Всесоюзный день авиации (с 1933 по 1980 год, после — в третье воскресенье августа).

### «Скользящие» даты
- 1-е воскресенье — День железнодорожника в России.
- 2-я суббота — День физкультурника в России.
- 2-е воскресенье — День строителя в России.
- 3-е воскресенье — День Воздушного Флота России.
- 4-е воскресенье — День шахтёра в России.